# Manuel Cabero i Vernedas
Manuel Cabero i Vernedas (Barcelona, 9 de febrer de 1926 - 16 de gener de 2022) fou un director coral català. Va ser un referent com a pedagog de tota una generació de directors de cors de Catalunya. Va dedicar quatre dècades de la seva trajectòria a dirigir el Cor Madrigal, que ell mateix va cofundar.
Va fundar i dirigir el Cor Madrigal (1951-1991), difonent polifonia històrica, obres catalanes contemporànies i repertori simfònic-coral. Va fundar la Coral de Ciències de l’Educació (1992) i va revitalitzar la Capella de Música de Santa Maria del Pi (1993-2005). La seva sardana Viladecans (1947) fou molt popular. Reconeixements com la Creu de Sant Jordi (2002) i altres guardons destaquen la seva trajectòria.